# Dukat (Oblast' di Magadan)
Dukat (in lingua russa Дукат) è un centro abitato dell'Oblast' di Magadan, situato nell'Omsukčanskij rajon, in Russia.